# Wilhelm von Heemskerck
Wilhelm Christian Adolph von Heemskerck (* 22. August 1804 in Dillenburg; † 18. Dezember 1883 in Wiesbaden) war ein deutscher Beamter und Politiker.

## Leben
Als Sohn eines ehemaligen holländischen Rittmeisters besuchte Heemskerck das Pädagogium in Dillenburg und das Gymnasium Philippinum Weilburg. An der Hessischen Ludwigs-Universität studierte er Rechtswissenschaft. 1826 gehörte er zu den Stiftern des Corps Vandalia Gießen. Er wechselte an die Georg-August-Universität und wurde 1829 auch im Corps Nassovia Göttingen aktiv.  Nach seinem Studium arbeitete er ab 1829 für die Regierung des Herzogtums Nassau. 1836 heiratete er Auguste geb. Haas (1814–1885), die Tochter des Dillenburger Unternehmers Johann Daniel Haas. Bis 1867 durchlief er die Beamtenlaufbahn bis zum Geheimen Domänenrat. Nach dem Deutschen Krieg wurde er 1866 Präsident des Finanzkollegiums und Mitglied des Hessischen Staatsrates. Er war 1866 beim Übergang des Herzogtums Nassau auf Preußen für die Verhandlungen der Abfindung für den Prinzen Nikolaus von Nassau zuständig. Von 1867 bis 1874 war er der Vermögensverwalter des nassauischen Herzogs. Später machte er sich als Vorsitzender des Nassauischen Verschönerungsvereins und des Vereins Nassauischer Land- und Forstwirte sowie des Jagdschutz- und Gartenbauvereins verdient.

## Ehrungen
- Heemskerck-Ruhe bei Wiesbaden
- Militär- und Zivildienst-Orden Adolphs von Nassau, Komturkreuz 2. Klasse (1865)